# Sleeping With Ghosts
Sleeping With Ghosts este cel de-al patrulea album al trupei de rock alternativ Placebo, lansat pe 1 octombrie 2003, la mai bine de doi ani de la lansarea precedentului album, Black Market Music. A fost lansat cu sistemul de protecție Copy Control în anumite regiuni.
Albumul a fost relansat pe 22 septembrie 2003, într-o ediție specială. Primul CD conținea albumul propriu-zis, iar al doilea o serie de zece cover-uri făcute de trupă de-a lungul timpului. Acest al doilea disc avea să fie relansat în 2007 sub titlul de Covers.

## Lista melodiilor
1. „Bulletproof Cupid” – 2:22
2. „English Summer Rain” – 4:01
3. „This Picture” – 3:34
4. „Sleeping with Ghosts” – 4:38
5. „The Bitter End” – 3:10
6. „Something Rotten” – 5:28
7. „Plasticine” – 3:26
8. „Special Needs” – 5:15
9. „I'll Be Yours” – 3:32
10. „Second Sight” – 2:49
11. „Protect Me From What I Want” – 3:15
12. „Centrefolds” – 5:02

### Discul bonus (Covers)
1. „Running Up That Hill” (Kate Bush) - 4:57
2. „Where Is My Mind?” (The Pixies) - 3:44
3. „Bigmouth Strikes Again” (The Smiths) - 3:54
4. „Johnny and Mary” (Robert Palmer) - 3:25
5. „20th Century Boy” (T.Rex) - 4:39
6. „The Ballad Of Melody Nelson” (Serge Gainsbourg) - 3:58
7. „Holocaust” (Alex Chilton) - 4:27
8. „I Feel You” (Depeche Mode) - 6:26
9. „Daddy Cool” (Boney M) - 3:21
10. „Jackie” (Sinéad O'Connor) - 2:48

## Lirică și stiluri abordate
Brian Molko a explicat titlul albumului arătând că „...înainte alternam ședințele de studio cu concertele, și eram destul de rupți de lumea reală. Această pauză mi-a dat ocazia să reflectez la viața mea emoțională din acești șapte ani. Fantomele despre care vorbesc sunt oamenii, evenimentele pe care le porți în suflet în mod conștient sau inconștient”
Albumul conține 12 piese și se diferențiază vizibil de precedentul, și de fapt și de primele două, prin sound-ul cu vizibile tente electronice - aproape că nu există piesă pe care băieții de la Placebo să nu fi experimentat cu ajutorul calculatorului. Vibrațiile atât de binecunoscute din sound-ul lor par a se fi temperat puțin, sound-ul devenind per total mai melancolic și mai grav.
Din punct de vedere liric, albumul se axează mai mult ca niciodată pe trăirile interioare, abordând o gamă foarte largă de subiecte. După melodia-instrumental ce deschide albumul („Bulletproof Cupid”), urmează „English Summer Rain”, ale cărei versuri ce se repetă obsedant l-au determinat pe Molko să denumească melodia „un soi de mantra ce vorbește despre distanță”. „This Picture” readuce ascultătorul în zona emoțiilor întunecate atât de des exploatate de către cei de la Placebo, împletind nuanțele poetice cu aluziile sado-masochiste pentru a descrie o relație autodistructivă. Următorul cântec, cel ce dă titlul albumului, „Sleeping With Ghosts”, schimbă din nou registrul, explorând, după spusele lui Brian Molko, „raportul dintre prezent și amintire”, versurile negând într-o oarecare măsură lumea reală și căutând refugiu undeva într-o lume ideală.
Părăsind lumea aceasta ideală, „The Bitter End” (expresie ce semnifică „sfârșitul ultim al tuturor lucrurilor”) aduce brusc ascultătorul cu picioarele pe pământ prin instrumentalul energic, cu tonuri aspre, și prin versurile de o duritate împinsă până la ură. „Something Rotten” introduce ascultătorul într-o atmosferă stranie, prin instrumentalul său lent și prin cuvintele aproape șoptite, distorsionate, ale lui Brian Molko. „Un cântec abstract”, după cum îl denumește însuși artistul, „Something Rotten” a fost compus într-o manieră instinctivă, Molko apropiindu-se pur și simplu de microfon în timpul înregistrărilor și cântând ce îi venea în minte. Cântecul nu a fost reînregistrat, astfel că varianta demo este și varianta oficială. „Am vorbit despre abuzurile cărora sunt supuși copiii”, explică Molko.
Următoarea melodie, „Plasticine”, este mai înviorătoare, punctând ideea susținută încă de la origini de cei de la Placebo: fii tu însuți și nu lăsa pe nimeni să îți schimbe personalitatea. După „Plasticine”, „Special Needs” readuce în prim-plan tema nostalgiei, explorând amintirile legate de o relație destrămată. „I'll Be Yours” exprimă dorința („deranjantă”, după părerea lui Molko) de a te contopi cu o persoană, de a o avea numai pentru tine, de a o ajuta să treacă peste toți demonii săi interiori.
„Protect Me From What I Want” prezintă nevoia aproape patologică a oamenilor de a avea pe cineva alături, chiar dacă tocmai au ieșit dintr-o relație care i-a consumat. Ultimul cântec, „Centrefolds”, este un cântec ce vorbește despre iubirea obsesivă a cuiva față de un fost star.

## Alte detalii despre piese
- „Bulletproof Cupid” nu trebuia să fie un instrumental, însă Molko nu a izbutit să compună niște versuri care să îl mulțumească.
- Atât „Sleeping With Ghosts”, cât și „Plasticine”, „English Summer Rain” și „I'll Be Yours” au fost înregistrate în alte variante față de cele de pe album: „Sleeping With Ghosts” într-o variantă mult mai puțin „electronizată”, denumită „Soulmates”, care apare pe single-ul „This Picture”, și pe care Placebo o cântă în concerte, „Plasticine” într-o variantă lentă, denumită„Plasticine (Lounge Version)”, ce apare pe single-ul „Special Needs”, „English Summer Rain” într-o variantă remixată și cu versuri în plus, variantă care a și fost de altfel promovată, și „I'll Be Yours” într-o variantă cu instrumentalul schimbat („I'll Be Yours 4am”), variantă ce apare pe single-ul „English Summer Rain”. De asemenea, se cunoaște o variantă acustică a piesei „This Picture”.
- „Protect Me From What I Want” a beneficiat de o variantă în franceză, „Protège-Moi”, care a avut și un clip ce nu a putut fi difuzat din cauza conținutului explicit.[5]
- „Running Up That Hill” nu a atras prea mult atenția la lansare. De abia în 2006, când trupa a început să interpreteze acest cântec în concerte, cover-ul s-a bucurat de atenție. Atenția primită a fost atât de mare, încât Placebo au scos în cele din urmă în 2007 un videoclip pentru această piesă.

## Poziții în topuri
- 1 (Franța) - a căștigat de trei ori Discul de Platină
- 3 (Elveția)
- 6 (Austria)
- 11 (Marea Britanie, Australia)
- 14 (Suedia, Finlanda)
- 28 (Danemarca)

## Brian Molko despre piese
În concerte, Brian obișnuia adesea să-și introducă piesele într-un anumit fel. Iată câteva exemple:
- This Picture
  - „There's an old story that somebody told me once about James Dean. For those of you who don't know this yet, James Dean was gay, okay? - yes I'm sorry it's true - and he had a particular fetish where he'd like to have cigarettes stubbed out on his chest. That's kind of an image that's always kinda stayed with me and part of the inspiration for this song - this is called This Picture.” („Cineva mi-a spus odată o poveste veche despre James Dean. Pentru aceia dintre voi care încă nu știu, James Dean era homosexual, da? - da, îmi pare rău, dar e adevărat - și avea un anumit fetiș care implica stingerea țigărilor pe pieptul său. E o imagine care mi-a rămas fixată în memorie și reprezintă în parte inspirația pentru acest cântec - care se cheamă This Picture.”)
- „Plasticine”
  - „Everyday in our lives we are forced to conform to ideals of beauty and that's kind of fucking bullshit as far as I'm concerned. This is a song about this stuff and it's called Plasticine.” („În fiecare zi din viață suntem siliți să ne conformăm idealurilor de frumusețe, ceea ce este o chestie extrem de tâmpită, în opinia mea. Acesta este un cântec despre acest subiect și se numește Plasticine.”)
- „Protect Me From What I Want”
  - „People have the wrong conception about what Placebo is. They think we're about sex, drugs and rock 'n' roll... What we like to do is waltz.” („Oamenii au o concepție eronată față de ceea ce reprezintă Placebo de fapt. Ei cred că e vorba numai de sex, droguri și rock 'n' roll... Ce ne place nouă să facem e să valsăm.”)